# Snaefell Mountain Course

De Snaefell Mountain Course (ook wel Mountain Course) is een stratencircuit dat vanaf 1911 wordt gebruikt voor de Tourist Trophy van Man. Het is het oudste circuit dat nog in gebruik is, sinds 1923 ook voor het Manx Amateur Road Race Championship dat tegenwoordig Manx Grand Prix heet. Hoewel in Groot-Brittannië het racen op openbare wegen verboden is, kan dat op het eiland Man wel.
Het circuit is 60,73 km lang en de startlijn ligt bij de TT Grandstand op de A2 Glencrutchery Road in Douglas. Het loopt over de openbare weg over de A2 Douglas-Ramsey, de A1 Douglas - Peel, de A3 Castletown-Ramsey en de A18 Snaefell Mountain Road. Het hoogste punt ligt op de A18 Mountain Road tussen de Bungalow en Hailwood's Height op 422 meter boven de zeespiegel.

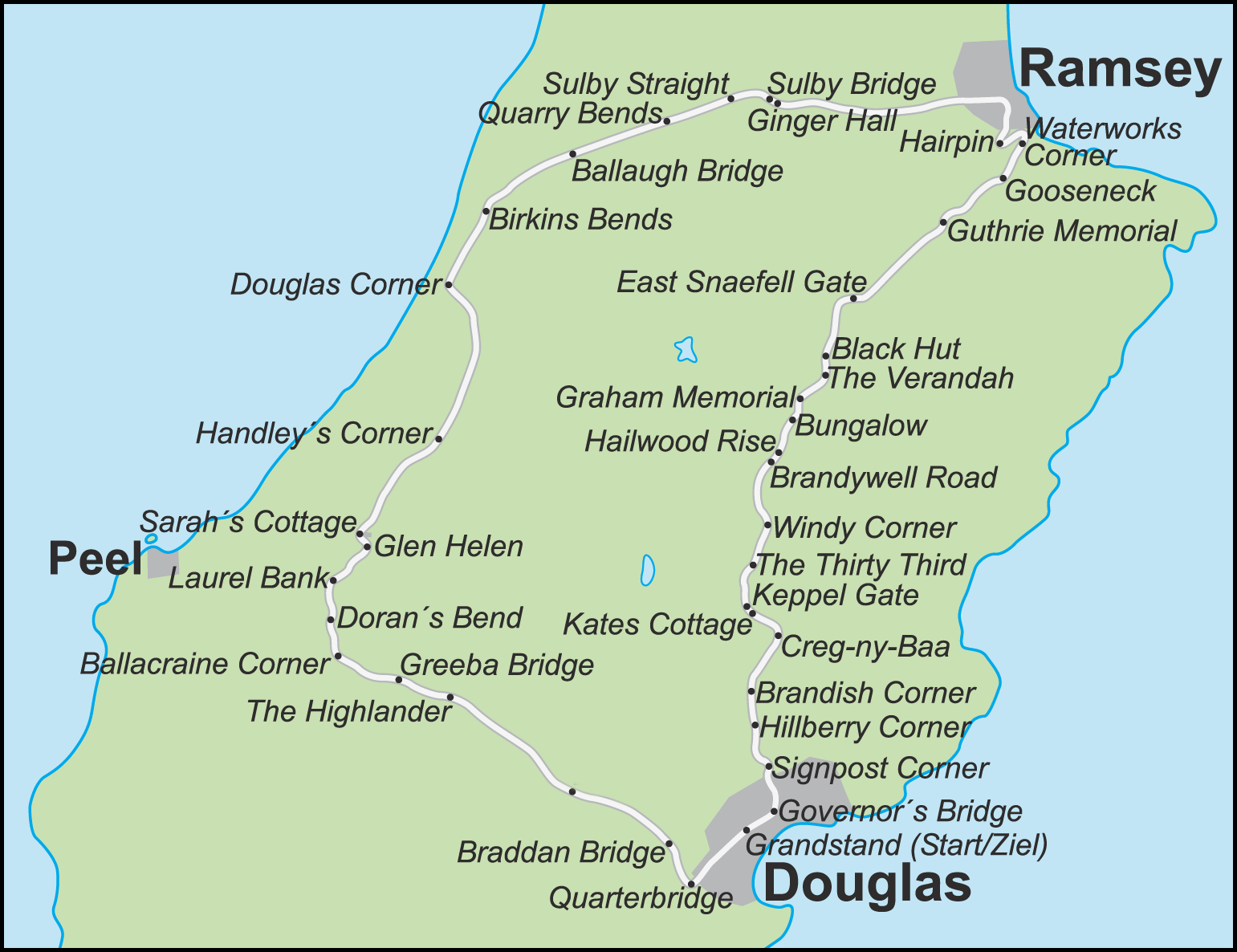
Markante punten langs de Snaefell Mountain Course. De route gaat met de klok mee.

## Geschiedenis
In het Verenigd Koninkrijk gold aan het begin van de 20e eeuw een maximumsnelheid van 32 km/h. Daar werd voor wedstrijden op openbare wegen geen uitzondering voor gemaakt en circuits bestonden nog niet. Op het eiland Man genoot het eigen parlement, de Tynwald, voldoende autonomie om via de The Highways (Light Locomotives) Act 1904 toestemming te geven voor snelheidswedstrijden met auto's. Daarom kon in 1904 de Gordon Bennett Trial gehouden worden. Dat was een autowedstrijd met toerwagens die opgezet en gesponsord was door krantenmagnaat James Gordon Bennett jr.. De race werd gereden op de 84 km lange Highroads Course. Toen die wedstrijd ook in 1905 werd georganiseerd, werd de dag erna ook een race voor motorfietsen gehouden. Deze race diende tevens als training en kwalificatiewedstrijd voor de Trophée International die in Oostenrijk-Hongarije zou plaatsvinden. Toen bleek dat de motorfietsen, die nog slechts enkele pk's leverden en bovendien geen koppelingen en versnellingsbakken hadden, de steile heuvels in het noorden en oosten niet konden nemen. Daarom werd de eerste TT van Man in 1907 op de veel kortere St John's Short Course aan de westkust van Man gehouden. De autowedstrijd werd in 1906 ook al verkort tot ongeveer 60 km, door het weglaten van de westelijke omweg langs Peel en de noordelijke langs Sandygate. Dit circuit kreeg de naam "Four Inch Course", omdat de boring van de cilinders was beperkt tot 4 inch (101,6 mm). Uiteindelijk zou de Four Inch Course vanaf 1911 (toen de Auto-Cycle Union de organisatie van de TT voor motorfietsen op zich nam) gebruikt worden voor motorfietsen en bekend worden als de "Snaefell Mountain Course". De overstap van de motorfietsen naar het lange circuit was voor de Britten juist heel gunstig geworden, omdat zij vrijwel de enigen waren die al in de jaren nul het belang van versnellingen hadden ingezien. Zo waren er al versnellingsnaven omdat veel fietsfabrikanten waren overgestapt op motorfietsen, maar ook de Zenith "Gradua Gear" was verkrijgbaar en al in 1910 waren de eerste negen plaatsen in de TT voor motorfietsen met een of andere vorm van versnellingen.

## Wijzigingen aan het circuit
In de loop der jaren zijn diverse wijzigingen aan het parcours doorgevoerd. Deze wijzigingen aan het circuit waren niet allemaal voor de races bestemd. Het betrof openbare wegen, waarvoor het Isle of Man Department of Transport zorg moest dragen. Veel wijzigingen hadden te maken met normale slijtage en verkeersveiligheid. De aanleg van rotondes was zeker niet voor de races bedoeld, maar ook niet alle wegverbredingen en asfalteringswerkzaamheden.
- 1920: In 1920 werd een kleine wijziging aangebracht toen de coureurs bij Cronk-ny-Mona (in het noordelijk deel van Douglas) linksaf draaiden om de A18 naar Governor's Bridge te volgen. Daardoor kwam de startlijn op Glencrutchery Road te liggen het circuit werd 400 meter langer (van 60,35 km naar 60,75 km).
- 1923: In 1923 werd een eigen weg tussen Parliament Square en May Hill in Ramsey in gebruik genomen, waardoor de afstand 60,74 km werd. In 1983 werd bij een meting 60,73 km vastgesteld. Dit is de afstand die tegenwoordig nog wordt gebruikt.
- 1926: Nog voor de TT van 1926 werden veel wegen verbeterd. Zelfs de A2 tussen Ramsey en Douglas werd voorzien van een tarmaclaag.
- 1934: In 1934 werd een schaapshek aan de oostkant van Snaefell Mountain verwijderd en ook de verhoogde Ballig Bridge (niet te verwarren met Ballaugh Bridge).
- 1935: Voor de race van 1935 werd de weg verbreed bij de Highlander, Laurel Bank, Glen Helen en bij Brandywell, waar ook een schaapshek werd verwijderd.
- 1938: In 1938 werd de weg verbeterd bij de 26e mijlpaal op de A18, bij Greeba Bridge aan de A1 en op de Sulby Straight (het lange recht stuk op de A14 bij Sulby).
- 1939: In 1939 werd de weg verbreed bij de Water Works Corner (bij de parochie Maughold langs de A18). Toen werd ook een monument voor Jimmie Guthrie gebouwd bij Lezayre. Guthrie was in 1937 verongelukt bij de Grand Prix van Duitsland.
- 1947: Vóór de start van de TT van 1947 werd de weg bij de 33e mijlpaal verbreed.
- 1953: In 1953 vonden verbeteringen plaats in het noordelijk deel van Douglas: verbreding bij Bedstead Corner, verhoging van de weg bij Signpost Corner en bij Cronk-ny-Mona. In Peel werd de bocht bij Gorse Lea breder. Een vakantiehuis bij Appledene werd afgebroken om de weg te verbreden.
- 1954: In de winter van 1953-1954, toen de Clypse Course in gebruik moest worden genomen, moest (waarschijnlijk voor de zijspanklasse) de weg worden verbreed op de A18 bij Creg-ny-Baa, Signpost Corner, Cronk-ny-Mona en op de weg richting Governor's Bridge. Ook de weg naar Quarterbridge (A1 Douglas-Peel) werd verbreed en opnieuw geasfalteerd en de sprongen bij de Highlander en bij Ballagarraghyn werden verwijderd. Verdere verbredingen vonden plaats bij Handley's Corner, Barregarrow, Rhencullen, Ballaugh Bridge, Ginger Hall (ook bij Sulby) en Kerrowmoar.
- 1958: In de winter van 1957-1958 werd het hotel bij de Bungalow afgebroken.
- ca. 1960: Begin jaren zestig werd de weg verbreed bij Ballig en Greeba Bridge.
- 1963: In 1963 werd een rotonde gebouwd bij Quarterbridge in Douglas.
- 1971: In de winter van 1970-1971 werd de A18 bij Verandah verbreed door een stukje van de heuvel weg te halen.
- 1976: In de winter van 1975-1976 werd de weg verbreed bij Snugbroug (bij de 2e mijlpaal langs de A1).
- 1986: In 1986 werd opnieuw geasfalteerd bij Quarterbridge en werden daar twee minirotondes gebouwd, een vluchtheuvel en enkele bomen werden verwijderd. Bij Quarry Bends werd in 1987 nieuw wegdek aangebracht.
- 1992: In de winter van 1991-1992 werd de A18 Mountain Road afgesloten voor reparaties tussen de 26e mijlpaal en de "Mountain Box" en ook tussen Windy Corner en Keppel Gate.
- 2003 tot 2006: In deze periode werden werkzaamheden uitgevoerd aan de A3 tussen Barregarrow en Cronk-y-Voddy, waaronder ook Handley's Corner en de omgeving van de 11e mijlpaal.
- 2004: In 2004 werd het talud aan de westkant bij Guthrie's Memorial aan de A18 Mountain Road verwijderd.
- 2005: In de winter van 2004-2005 werd de weg bij Windy Corner verbreed.
- 2006: In de winter van 2005-2006 werd de weg bij Brandish Corner verbreed.
- 2007: In oktober 2007 werd de weg bij Braddan Bridge verbreed en kwam er een rotonde bij de "Jubilee Oak" langs de A1 tussen Douglas en Peel.
- 2008: In 2008 begon een groot programma van wegverbredingen, een rotonde bij Signpost Corner en een nieuwe verbindingsweg tussen Signpost Corner en Governor's Bridge, waarbij bomen gekapt moesten worden op het Bemahague landgoed waar ook het gouvernementsgebouw van Man op staat. In juli en september werd de waterafvoer verbeterd. De races gingen in 2008 over de originele A18 Bemahague Road parallel aan de nieuwe verbindingsweg. In juli 2008 werden grote verbeteringen aangekondigd bij Quarterbridge, waardoor het Quarterbridge Hotel afgebroken moest worden.
- 2009: In augustus 2009 werd speciaal voor de races een deel van het talud aan de zuidkant van Keppel Gate verwijderd. Dit was nodig om een uitloopzone te creëren na de crash van de Australische coureur Cameron Donald en een ongeluk met een marshal bij Keppel Gate in dat jaar.
- 2010: In de winter van 2010 werden reparatiewerken uitgevoerd bij Cronk Urleigh en de 13e mijlpaal. Het kruispunt bij Signpost Corner werd veranderd en de waterafvoer en het wegdek werden verbeterd.
- 2011: In februari 2011 werd het wegdek bij Quarterbridge verbeterd en in het voorjaar werd het wegdek vernieuwd tussen de 13e mijlpaal en Westwood Corner bij Kirk Michael, maar ook bij Barregarrow Hill en op de Sulby Straight van Kella Crossroads tot aan Sulby Bridge.
- 2012: In de winter van 2011-2012 werden tussen Brandywell Corner en de 32e mijlpaal en van Windy Corner tot de 33e mijlpaal weipalen en afzettingen verwijderd of verplaatst.

## Officiële records
- Ronderecord solomotoren: De snelste ronde tijdens een race staat op naam van Bruce Anstey. Tijdens de Superbike TT van 2014 reed hij een ronde in 17 minuten en 6,682 seconden, met een gemiddelde snelheid van 212,913 km/h .
- Racerecord solomotoren: De snelste race staat op naam van Michael Dunlop. Hij reed de Superbike TT van 2013 (zes ronden) in 1 uur, 45 minuten en 29,980 seconden met een gemiddeld snelheid van 207,198 km/h.
- Ronderecord zijspannen: De snelste zijspanronde werd in 2007 gereden door Nick Crowe en Daniel Sayle in 19 minuten en 24,24 seconden met een gemiddelde snelheid van 187,76 km/h.
- Racerecord zijspannen: De snelste zijspanrace (drie ronden) werd in 2009 gereden door Dave Molyneux en Daniel Sayle in 58 minuten en 59,28 seconden met een gemiddelde snelheid van 185,29 km/h.
- Hoogste topsnelheid: Tijdens de trainingen in 2006 reed de Nieuw-Zeelander Bruce Anstey aan het einde van Sulby Straight 332 km/h. Deze snelheid is niet officieel erkend omdat ze werd geregistreerd door zijn eigen datalogger.

## Wielrennen
Het circuit is ook gebruikt voor wielerwedstrijden en tijdritten, zoals de Manx Trophy van 1936 tot 2003.

## Namen van bochten
Het Snaefell Mountain Circuit telt ongeveer 200 bochten waarvan er ongeveer 60 een naam hebben gekregen. De eerste bocht die naar een deelnemer werd genoemd was Edges Corner in 1920. Deze ligt in de A21 "Johnny Watterson's Lane" tussen Cronk-ny-Mona en de A22 Ballanard Road in Douglas en werd tussen 1911 en 1922 gebruikt voor de races. De "Telegraph Hill" tussen Creg-ny-Baa en Hillberry Corner kreeg de nieuwe naam Brandish Corner naar Walter Brandish die daar in 1923 was gevallen tijdens de trainingen en een been had gebroken. Tijdens de training in 1927 overleed Archie Birkin toen hij de auto van een vishandelaar wilde ontwijken en tegen een muur reed. Daarna werd een bocht in Kirk Michael "Birkin's Bend" genoemd. Vanaf dat jaar werden ook tijdens de trainingen de wegen afgesloten. De Ballameanagh Corner tussen de 11e en de 12e mijlpaal werd naar Wal Handley ("Handley's Corner") genoemd nadat deze daar in 1932 in de eerste ronde van de Senior TT gevallen was en een rugblessure had opgelopen. De S-bocht bij "The Cutting" aan de A18 Snaefell Mountain Road werd Guthrie's Memorial genoemd nadat het monument voor Jimmie Guthrie daar in 1939 was geplaatst.
Nadat Bill Doran tijdens een avondtraining in 1952 gecrasht was werd de bocht tussen Ballig Bridge en Laurel Bank hernoemd in Doran's Bend. In 1955 werd een stenen schuilhut ter nagedachtenis van Leslie Graham gebouwd langs de A18 Mountain Road tussen de 30e en de 31e mijlpaal. De bocht (Bungalow Bridge) werd daarna "Les Graham Memorial". Graham was daar echter niet verongelukt, dat gebeurde in de buurt van Bray Hill/Quarterbridge Road. De helling van Bungalow naar het hoogste punt van het circuit bij Brandywell heet sinds 1981 "Hailwood's Rise" ter herinnering aan Mike Hailwood en het hoogste punt zelf heet "Hailwood's Height". In 2003 werd de 32e mijlpaal "Duke's" genoemd, naar Geoff Duke en de 26e mijlpaal kreeg de naam "Joey's" naar Joey Dunlop, een van de grootste iconen van de Manx Grand Prix, die in 2000 in Tallinn verongelukte tijdens een 125 cc race.
De organisatie van de Isle of Man TT gaf een bocht tussen de 11de en 12de mijlpaal in april 2013 als een soort "Oeuvreprijs" de naam McGuinness Corner naar de coureur John McGuinness toen hij al 21 TT-overwinningen op zijn naam had. Op dezelfde dag werd ook Molyneux's tussen de 10de en de 11de mijlpaal aan het einde van de Cronk-y-Voddy Straight als eerbetoon aan Dave Molyneux (17 overwinningen in de Sidecar TT) toegekend.

## Afbeeldingen

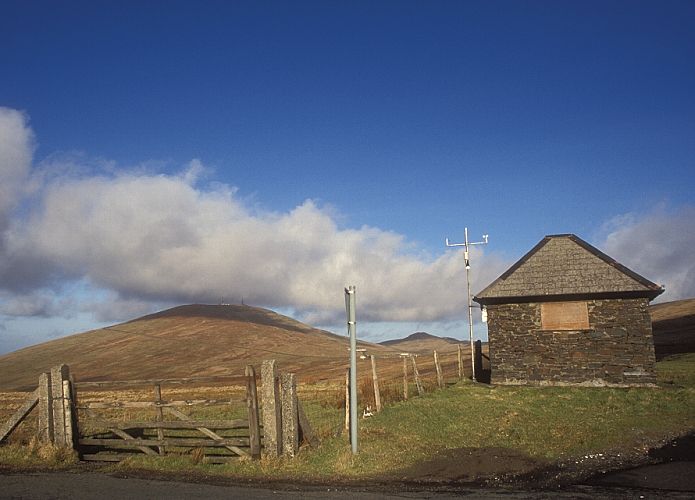
Race Marshal Shelter annex weerstation bij Brandywell langs de A18 Mountain Road/B10 Brandywell Road (Sartfield Road) met op de achtergrond Snaefell Mountain en North Barrule
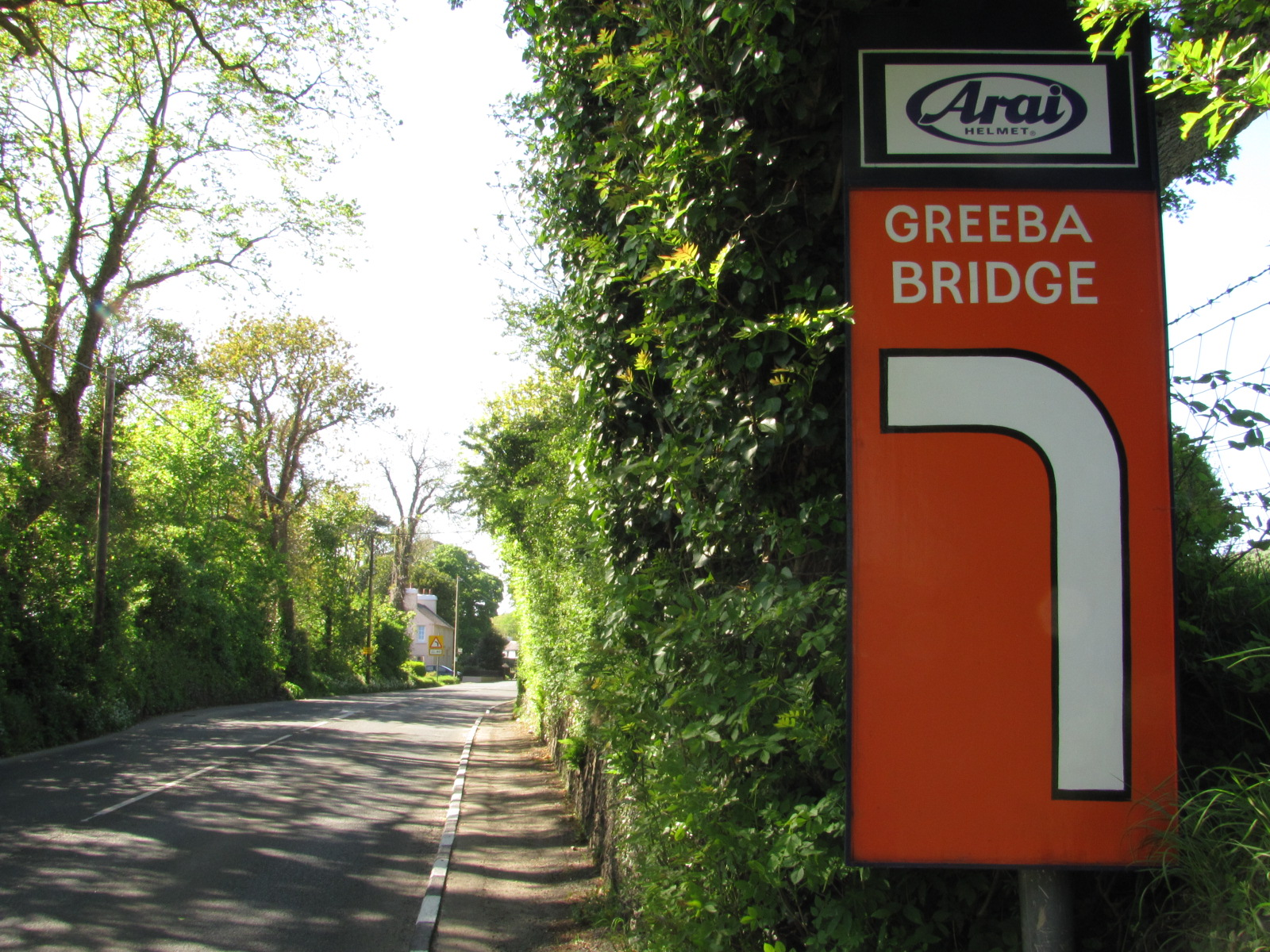
waarschuwingsbord bij Greeba Bridge
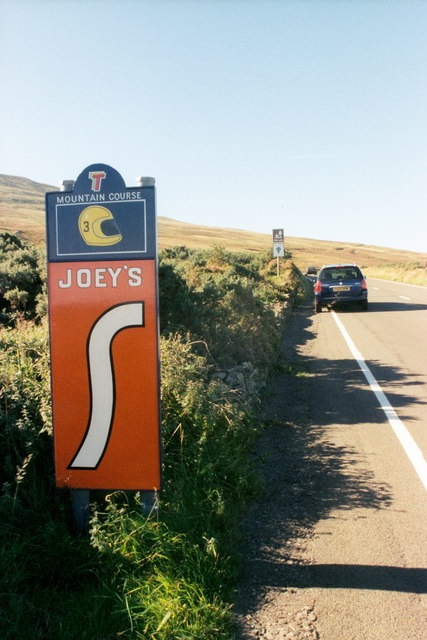
Joey's ligt bij de 26e mijlpaal, vanwege de 26 TT-overwinningen van Joey Dunlop.
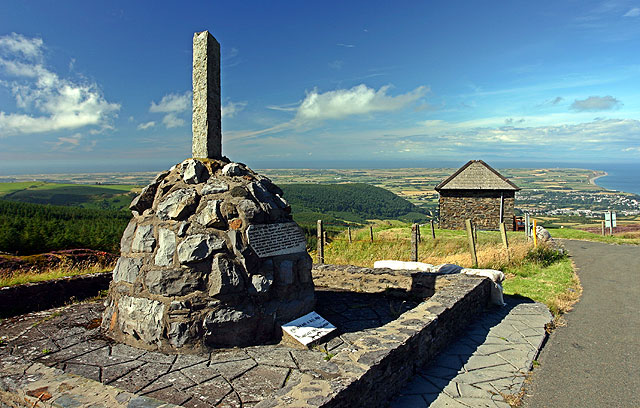
Guthrie's Memorial
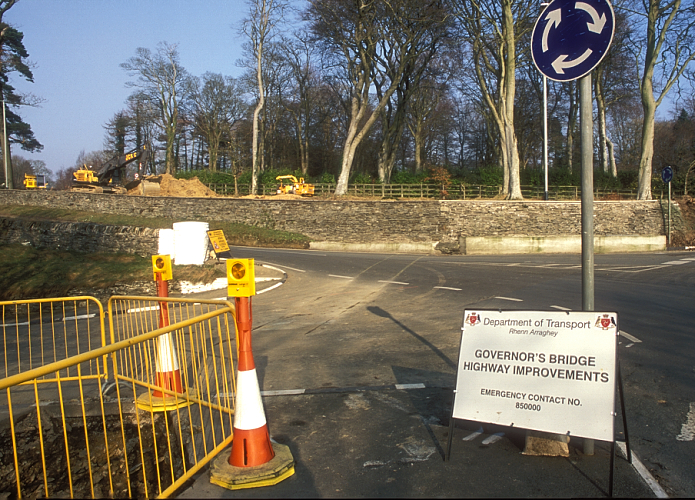
werkzaamheden aan Governor's Bridge in 2008
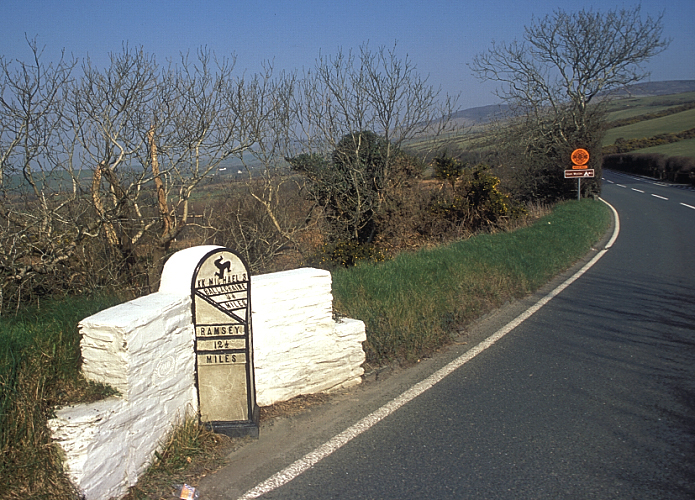
11e mijlpaal
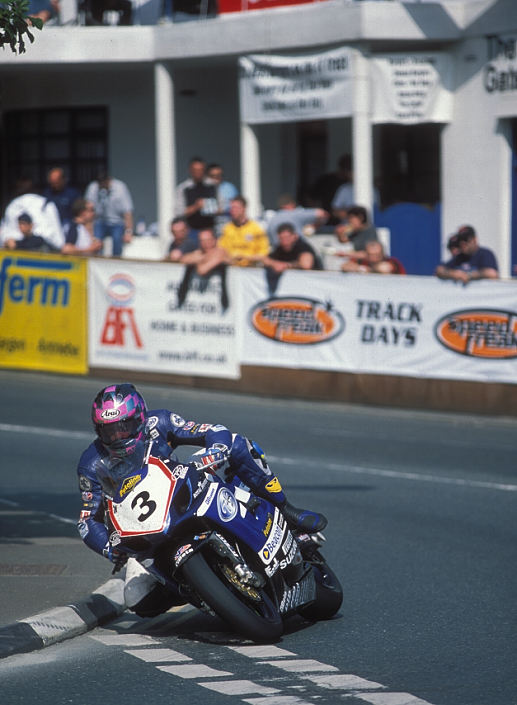
De karakteristieke binnenbocht bij Quarterbridge
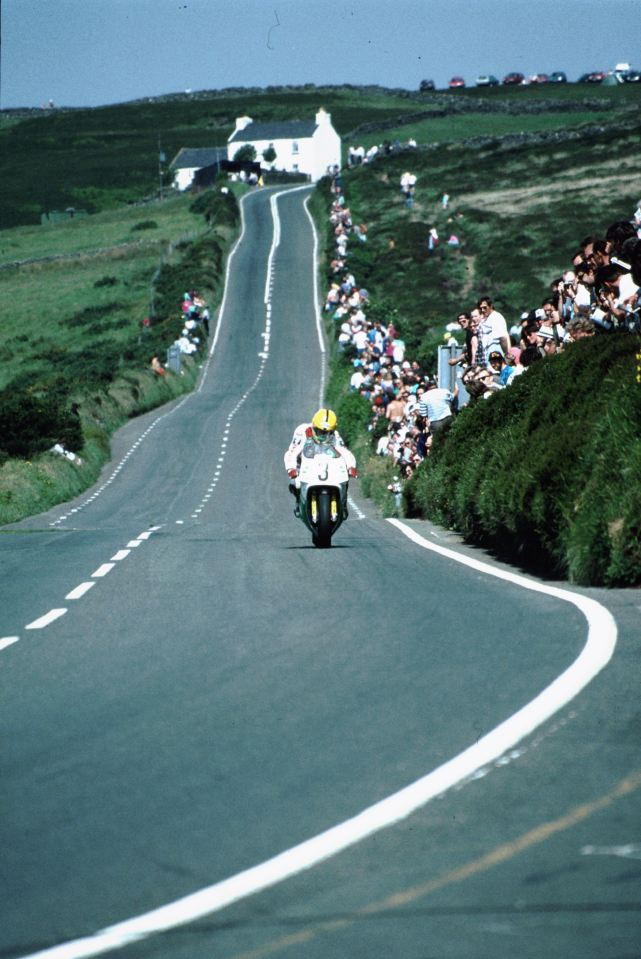
Joey Dunlop bij Creg-ny-Baa met op de achtergrond Kate's Cottage
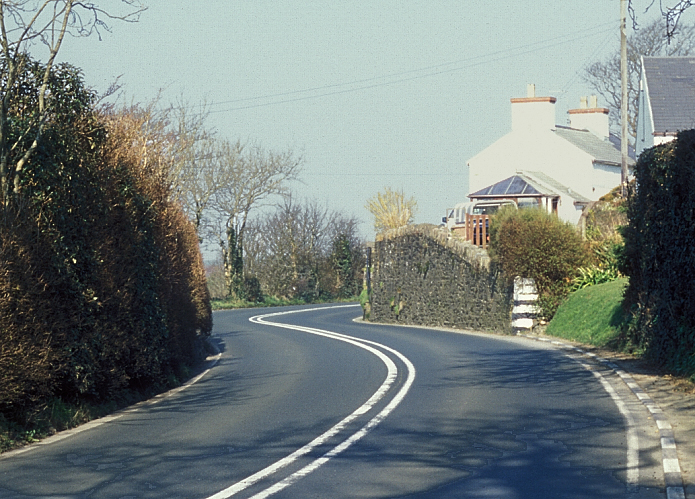
Handley's Corner